# Taco Bell

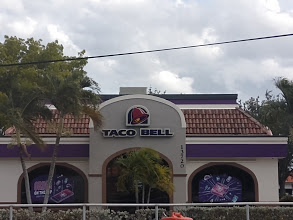
Taco Bell en Tamiami, Florida

Taco Bell es una cadena estadounidense de restaurantes de comida rápida, especializada en cocina Tex-Mex. Se originó en Irvine, California en 1962, por el fundador Glen Bell. Taco Bell es una subsidiaria de Yum! Brands, Inc. Los restaurantes sirven una variedad de comidas de inspiración mexicana, incluidos tacos, burritos, quesadillas, nachos, artículos novedosos y especiales, y una variedad de artículos de «menú económico». A partir de 2018, Taco Bell atiende a más de 5000 millones de tacos cada año en 7072 restaurantes, más del 93 % de los cuales son propiedad y están operados por franquiciados independientes y licenciatarios.

## Historia

### Creación de Taco Bell
Los orígenes de la cadena se encuentran en Glen Bell, un veterano de guerra que en 1946 abrió un puesto de perritos calientes en San Bernardino (California). Meses después vendió el puesto y con el dinero obtenido alquiló un local donde montó Bell's Drive In, su primer negocio de comida rápida. En 1952, abrió una versión mejorada del establecimiento, con un menú basado en hamburguesas y perritos calientes. Sin embargo, la competencia de otras cadenas emergentes como McDonald's provocó un cambio en su modelo de negocio.
Bell aprovechó que San Bernardino era un barrio con una importante comunidad de inmigrantes mexicanos para experimentar con la venta de cocina Tex-Mex. Su primer producto fue un perrito caliente con salsa chili y su buena aceptación propició la apertura en el barrio de tres pequeñas franquicias de cocina Tex-Mex, a las que llamó Taco Tía. En su primer mes, Glen Bell ganó 18.000 dólares, lo que le animó a expandir su negocio a otros barrios sin población inmigrante. En 1956, Bell vendió sus locales de Taco Tía y abrió nuevos establecimientos de Bell's Drive In, que en esta ocasión ya contaban con un menú diferenciado del de otros restaurantes.
Sin embargo, la expansión por todo el país no se produjo hasta comienzos de los años 1960. Bell se asoció con cuatro empresarios vinculados a Los Angeles Rams, equipo profesional de fútbol americano, que se habían mostrado interesados en el modelo especializado del restaurante. En 1958, los socios abrieron una cadena de restaurantes conocida como El Taco. Glen Bell vendió su participación en esa cadena en 1962, y con el dinero ganado abrió el 21 de marzo de ese año su primer restaurante propio en Downey (California), al que llamó Taco Bell. Taco Bell registró un rápido crecimiento durante los años 1960, en pleno auge de la industria de la franquicia. En 1964, vendió su primera franquicia, y, 3 años después, el grupo tenía 12 restaurantes propios y 325 franquiciados en todo Estados Unidos, con especial aceptación entre la comunidad inmigrante.

### Adquisición por parte de PepsiCo
De forma paralela al éxito de Taco Bell, el grupo PepsiCo (dueño de Pizza Hut) abrió su propia cadena de restaurantes Tex-mex, conocida como Taco Kid. Sin embargo, Taco Kid fue un fracaso, por lo que Pepsi presentó durante varios años ofertas a Glen Bell para comprar su grupo. Finalmente, PepsiCo se hizo en febrero de 1978 con Taco Bell por 125 millones de dólares.
Bajo el mando de PepsiCo, Taco Bell se convirtió en la principal cadena de comida rápida Tex-mex. Para ello, los nuevos propietarios presentaron su franquicia como un restaurante para todo tipo de clientes, sin una vinculación específica con una comunidad étnica. El primer logotipo de la empresa, un hombre con un sombrero mexicano, fue sustituido por una campana dorada —Bell en inglés, un juego de palabras con el apellido del fundador—. Además, se rebajaron los precios de productos como los «tacos» o los burritos para captar nuevos clientes. En 1986, la cadena superó los 2400 establecimientos.
A comienzos de la década de 1990, Taco Bell sufrió una pérdida de clientes por la dura competencia de precios entre cadenas de comida rápida. Para solucionar esa situación, el grupo introdujo menús y productos a 59, 79 y 99 centavos. Además, comenzaron a abrirse pequeños locales que sólo ofrecían menús baratos. Los cambios introducidos ayudaron a la empresa a incrementar sus ventas un 60 % en los dos siguientes años fiscales. Con el éxito obtenido en Estados Unidos, Taco Bell inició su expansión a mercados internacionales en 1991. Sin embargo, esta no tuvo el éxito esperado en países como el propio México, donde la cadena se retiró un año después al no poder competir con las taquerías tradicionales.
En 1997, PepsiCo integró Taco Bell en su cadena de restaurantes Tricon, a cargo de las franquicias del grupo. En 2002, cambió su nombre por el de Yum! Brands, que continúa como propietario. La cadena cuenta hoy con más de 6500 franquicias en Estados Unidos y presencia en continentes como Europa y Asia. El 16 de enero de 2010, Glen Bell, fundador de Taco Bell, falleció a los 86 años de edad.

## Productos

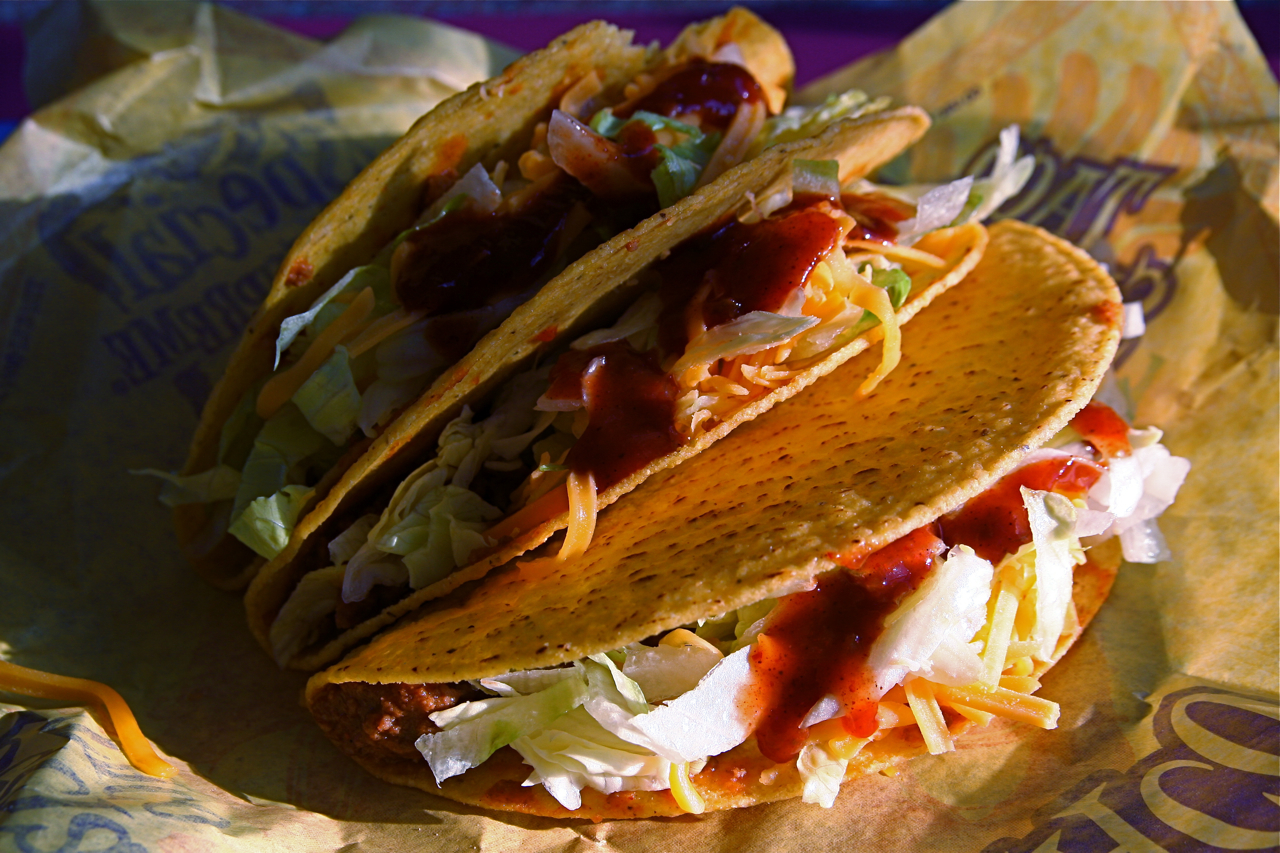
Tacos de Taco Bell, con tortilla en forma de «U» y dura.

Taco Bell está especializado en cocina Tex-Mex. Entre los tacos que vende el grupo están una tortilla de maíz blanda, y tacos de tortilla crujiente de maíz (Crunchy Taco). Otra diferencia se encuentra en las gorditas, diferentes a la gordita real al ser preparadas con pan de pita y presentadas como un taco normal. Cada uno tiene distintos rellenos como pollo o ternera y salsas. Además, se sirven burritos, ensaladas, quesadillas y nachos.
Entre los productos elaborados por la cadena sin relación con la comida mexicana tradicional se encuentra el Crunchy Wrap, un taco relleno con tortilla crujiente en su interior, y el Enchirito, un burrito con queso picante similar a la enchilada. En Estados Unidos se comercializa además la Mexican Pizza, un plato de carne de ternera cubierto por dos tortillas crujientes y que simula una pizza, rollos de queso y arroz. En los Taco Bell de Estados Unidos no se venden papas fritas, aunque en los establecimientos de República Dominicana, Canadá, Costa Rica, Panamá, España, Chile y Perú sí se pueden conseguir.
En su lucha por convertir Taco Bell en una cadena para todos los públicos en Estados Unidos, PepsiCo lanzó su lema Think outside the bun («piensa más allá de lo común», traducible también como «piensa más allá del pan»), referencia a la diferencia entre el pan de hamburguesa de McDonald's y Burger King sobre la tortilla de Taco Bell.

## Resto del mundo

Mapa de ubicaciones de Taco Bell en el mundo

Aunque Taco Bell tiene su sede en los Estados Unidos, su presencia en el resto del mundo no es tan elevada como otras franquicias de Yum! Brands como Pizza Hut o KFC. El primer local de la cadena fuera de los Estados Unidos se abrió en 1977 en Guam, y después comenzaron a abrirse franquicias en países de Centroamérica. Además, algunas bases militares estadounidenses en el exterior contaron con sus propios restaurantes, a los que el resto de ciudadanos no podían acceder. Existen franquicias de Taco Bell en más de 20 países.
En Europa, el primer país con Taco Bell fue el Reino Unido en 1986, y posteriormente se abrió un local en Múnich, Alemania. No obstante, el paso de la franquicia por el continente terminó a comienzos de la década de los años 1990, cuando todos los locales cerraron. En 1990, Taco Bell abrió su primer restaurante en Costa Rica, en donde actualmente cuenta con 54 restaurantes.

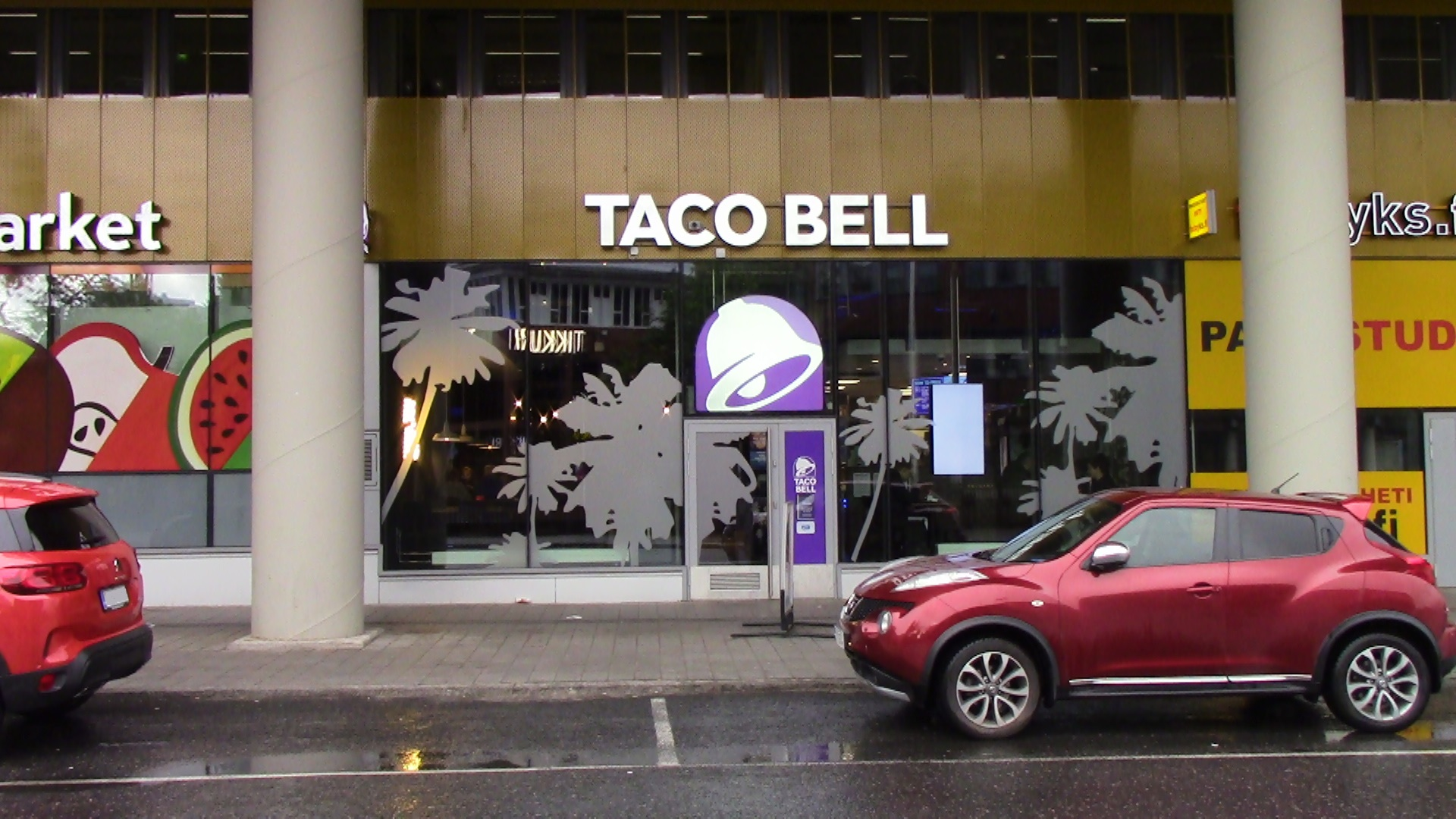
Taco Bell en Vantaa, Finlandia

La franquicia inició en 2008 un nuevo proceso de expansión por Europa a través de España, donde se abrieron cuatro locales en la Comunidad de Madrid, más específicamente en el centro comercial Islazul. Posteriormente, se abrieron restaurantes en Islandia (2008) y Essex, Reino Unido (2010), y más recientemente en El Salvador en 2011.
La cadena también intentó expandirse en el propio México en dos ocasiones, aunque no tuvo buena aceptación. La primera incursión tuvo lugar en 1992, cerrando apenas a los pocos meses después. 15 años después, en 2007 se abrieron dos locales en Monterrey, Nuevo León, con cambios en el nombre de algunos productos. Sin embargo, estos cerraron en enero de 2010 por no ser rentables.
Una de las razones por las cuales Taco Bell no terminó de encajar en el mercado mexicano en los dos intentos que efectuó para su ingreso, es el arraigo a la gastronomía popular mexicana, la cual es mucho más variada y nutritiva que la que intenta ofrecer la cadena de comida rápida, pues la cadena en su país natal se autoproclaman como comida mexicana, mientras que en el país natal del taco no convence mucho la idea de que una tortilla tostada de manera mecánica como si fuera un producto tipo Doritos de Sabritas (PepsiCo) sea algo de considerarse típicamente mexicano, algo que también el cronista Carlos Monsiváis mencionó Es como si se quisiera llevar hielo al Ártico, por lo que los mexicanos en cierta forma se sintieron muy «ofendidos» porque en la gastronomía local el taco es mucho más tradicional que el que ofrece la cadena de comida rápida, pues el taco en sí es de una tortilla más suave y de maíz y no es una «tostada» en un intento de Taco Bell para venderla como «Tacostada», pero aun así no tuvieron éxito porque se descubrió que el arraigo a la gastronomía mexicana es mucho más fuerte de lo que se puede pensar, por lo que un platillo inspirado en la comida mexicana con rasgos distintos y mecanizados a los de la comida mexicana original no supone competencia, pero sí un gran enojo por parte del país al ver que su gastronomía y cocina era «satirizada» y hasta cierto punto ofendida por una cadena de comida rápida. Por esa razón, Taco Bell mantiene sus planes de no incursionar por tercera vez en el mercado mexicano, ya que en las anteriores incursiones se vio que el arraigo y orgullo al taco y a la gastronomía mexicana es mucho más grande de lo que parece y que incluso mexicoestadounidenses prefieren mucho más el taco tradicional que el de la cadena estadounidense, viéndose como tal una fiebre de establecimientos para que los estadounidenses conozcan el taco original y no tanto las mezclas Tex-Mex que ellos conocen y dan por válidas como algo verdaderamente mexicano cuando en la práctica no lo son, aunque así lo ostenten en su país de origen, al chocar la idiosincrasia estadounidense con la mexicana.
Actualmente, en Latinoamérica, está presente en Brasil, Chile, la República Dominicana, Costa Rica, El Salvador, Panamá, el Perú y Guatemala. En el Perú, donde ya estuvieron entre 1996 y 1999, se abrió un local en mayo de 2018 en el Jockey Plaza Shopping Center en la ciudad de Lima. En diciembre de 2018, abrieron otro local en el centro comercial Real Plaza Salaverry. En diciembre de 2021, abrieron otro local en el centro comercial Plaza Las Américas.
En junio de 2016, se anunció que la red podría abrir por primera vez tres restaurantes en la ciudad de São Paulo en Brasil en la segunda mitad de 2016, con la intención de abrir más de dos mil restaurantes en Brasil hasta el año de 2020 quedando presente en todos los veintiséis estados brasileños y el distrito federal.

## Controversia
En 2001, la Coalición de Trabajadores de Immokalee, formada en su mayoría por trabajadores inmigrantes, comenzó un boicot contra los restaurantes Taco Bell. Como razón, los trabajadores pedían mejores condiciones laborales y salarios más altos para los encargados de las granjas de tomate en Florida a las que la franquicia compra. Tras llevar el caso a los tribunales y después de un boicot de 4 años, el sindicato y la empresa llegaron en 2005 a un acuerdo para subir los pagos y aumentar la transparencia en las transacciones.